# Dravograd

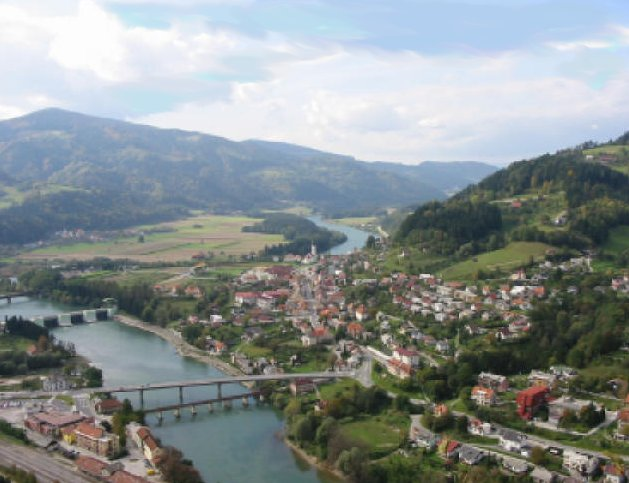
Dravograd år 2001.

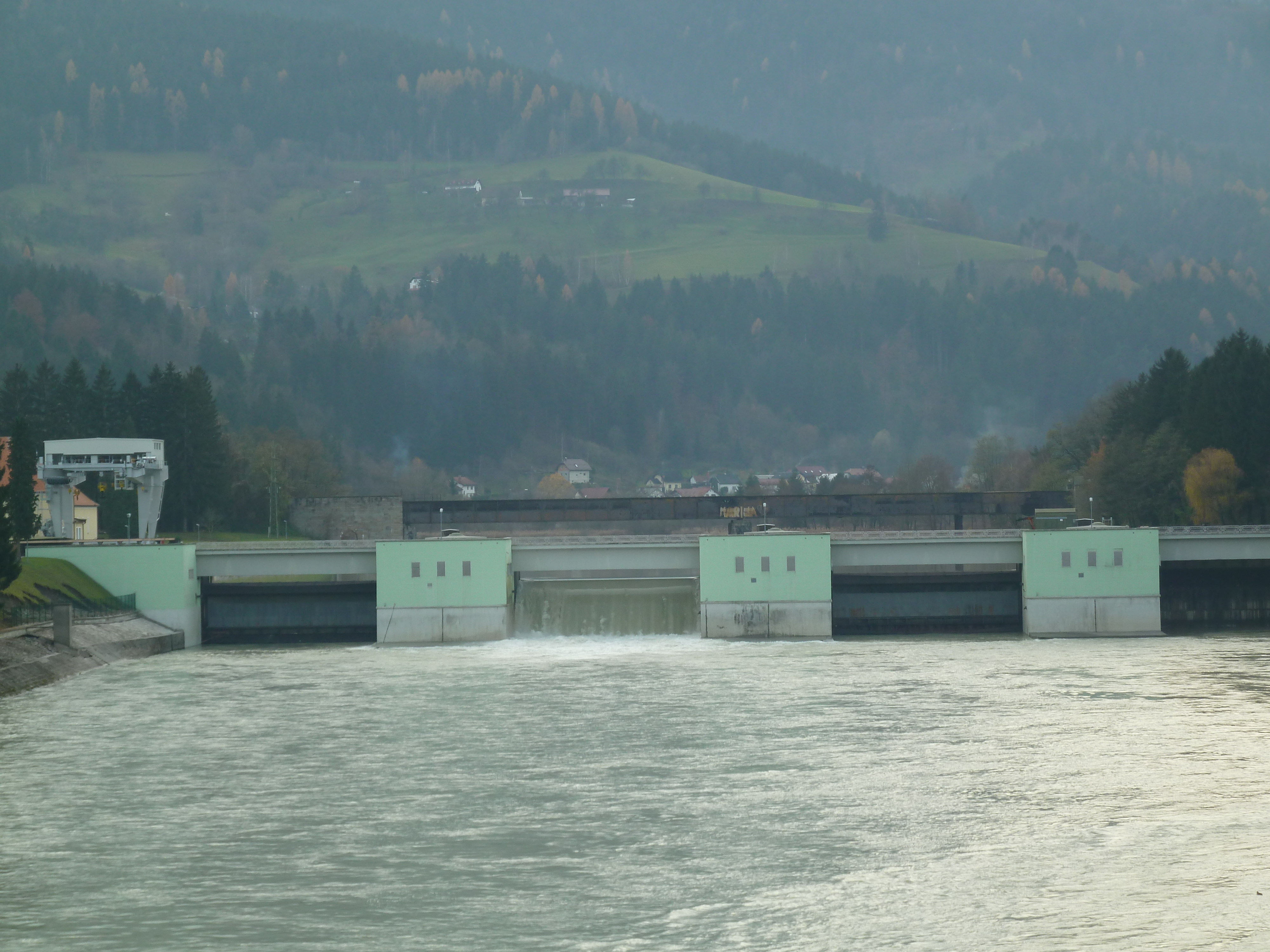
Dravograds vattenkraftverk.

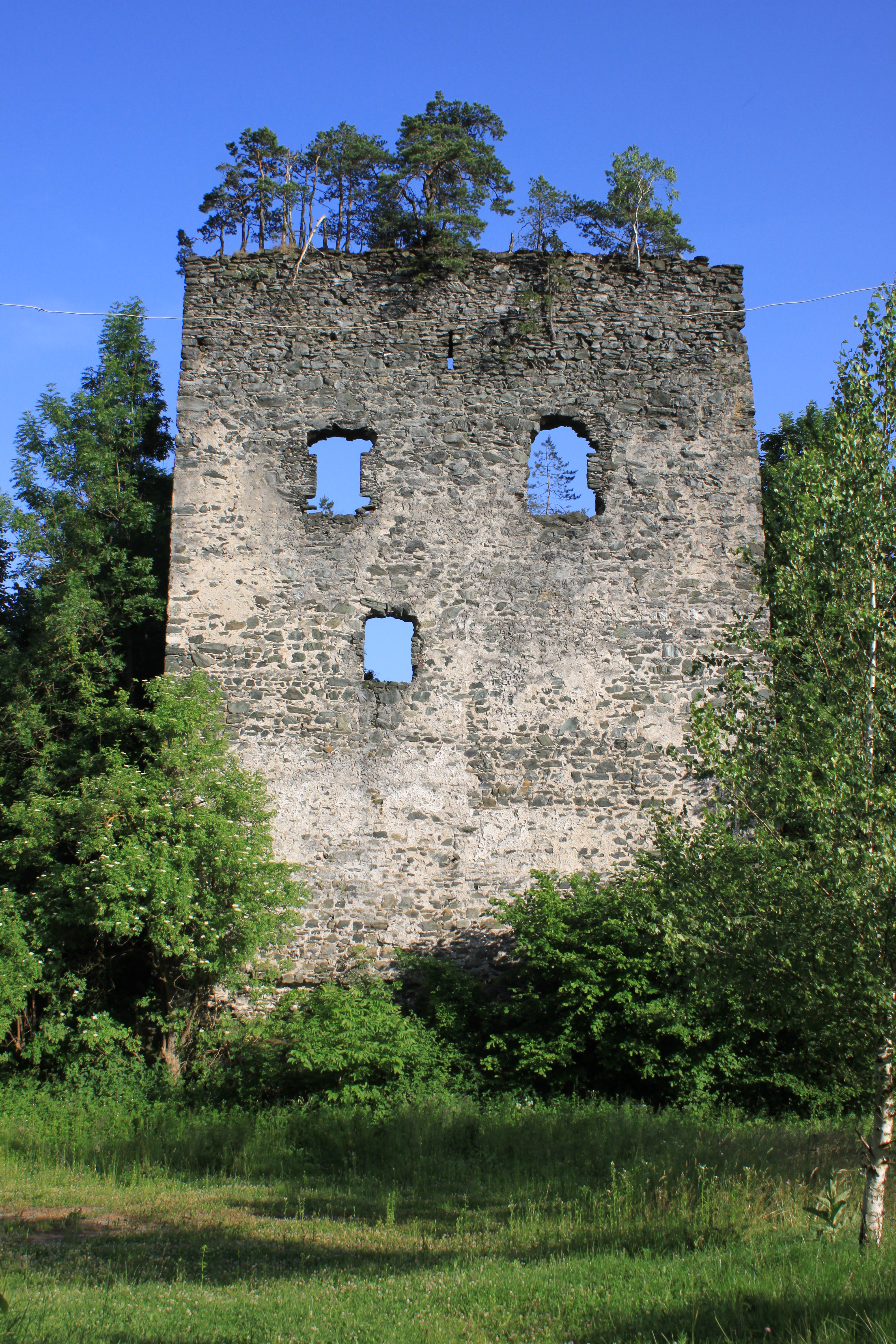
Dravograds slottsruin från norr.

Dravograd (tyska: Unterdrauburg ) är ett litet samhälle och en kommun i norra Slovenien, nära gränsen till Österrike. Det ligger där floden Drava rinner ihop med floderna Meža och Mislinja. Samhället Dravograd har 3 103 invånare och hela kommunen 8 783 invånare (2019).
Utanför Dravograd ligger ett av åtta vattenkraftverk längs den slovenska delen av Drava. Ovanför dammen ligger sjön Dravograd (slovenska: Dravograjsko jezero) som är ett Natura 2000 område.
På en kulle ovanför samhället ligger ruinen av Dravograd slott (även Castrum Trahburck) från år 1116. Ruinen är kulturskyddad, men förfallen.